# Момордика вонючая
Момо́рдика воню́чая (лат. Momórdica foétida) — вид растений рода Момордика (Momordica) семейства Тыквенные (Cucurbitaceae). Все части растения при повреждении испускают неприятный запах, чем и обусловлено название.

## Ботаническое описание
Многолетнее лиановидное растение до 7 метров в длину, с простыми или двураздельными усиками. Листья от широкояйцевидной до почти треугольной формы, с глубоко-сердцевидным основанием, опушённые, до 20 см длиной. Цветки раздельнополые, пазушные, мужские — в соцветиях до 8 штук, женские — одиночные. Венчик до 3,5 см в диаметре, от светло-жёлтого до желтовато-оранжевого цвета. Плод — обильно покрытая мягкими шипами ярко-оранжевая тыквина эллиптической формы, до 8 см длиной и до 5 см в диаметре. При полном созревании плоды раскрываются тремя створками, высвобождая покрытые ярко-красной желеобразной мякотью семена. Сами семена почти чёрного цвета.
Обычное для тропической Африки растение, встречается на лесных опушках, залесённых лугах, по берегам рек, также на нарушенных местообитаниях и как сорное растение на возделываемых землях.